# 悲惨な戦い
「悲惨な戦い」（ひさんなたたかい）は、日本のシンガーソングライターで、当時は「なぎらけんいち」と名乗っていたなぎら健壱の楽曲。1974年1月25日、エレックレコードより発売された。

## 解説
大相撲の架空の取組で起きたハプニングと、それが引き起こしたパニックをネタにしたコミックソング。
力士のまわしが取れて、その力士が股を閉じて片足を上げているジャケットのイラストレーションも、なぎら自身によるものであった。このシングルは、当時15万枚を売り上げたとされる。
ライヴでは時を経るごとに歌詞が変わり、自著に収録された最長バージョンではユリ・ゲラーまで登場している。「いちばん長いときで23分あった」と語ったこともある。
なお、歌詞では雷電と若秩父の対戦だが、一部のバージョンでは若秩父の四股名が「ハカチチブ」に改められている。
現在、JOYSOUNDのカラオケで歌うことができる。

### 放送禁止歌として
歌詞の内容は、国技館からテレビ中継していた大相撲の取り組み中に力士の廻しが落ちる（不浄負け）という、架空のハプニングの顛末を語ったコミカルなものであったが、日本相撲協会のクレームもあったとされ、要注意歌謡曲指定制度によりAランク指定（放送禁止）の扱いになったとされる。ただし、1999年にフジテレビの『NONFIX』で放送されたドキュメンタリー『放送禁止歌』におけるインタビューで、なぎらは、レコーディング中も多少の不安はあったが予想外にヒットしてスケジュールも決まっている矢先に放送禁止に指定されたが、実際には相撲協会からのクレームはなく、その前に民放連が自主規制したとみられると話し、結局言葉に罪はなく使う人の意識問題だとした。
このインタビューの中でなぎらは、言及されている力士の四股名のうち、「若秩父」は若秩父高明を意識して創作したことを述べているが、「雷電」は20世紀にはこの名の力士がおらず、歌詞に出てくる「弟子の朝潮」についても、若秩父と活動時期が重なる朝潮太郎 (3代)は若秩父より年長で所属する部屋も異なっており、該当する者はいない。
『新・悲惨な戦い』も含めて要注意歌謡曲指定制度が失効する1988年まで放送禁止となるAランクに指定され続けたが、森達也はどれだけ贔屓目に見ても、選曲や判断のバランスが悪く本作が指定されるなら、他にも同じ扱いをされる作品もあるはずだと疑問を呈し、2000年前後にはそれを聞いても答えられる人は制度の主体である民放連にはもういないと返答されているが、それぞれの楽曲を審議する人間が思考停止に陥っていたのではないかと考え、何かのはずみで残り続け担当者の引き継ぎが行われても考察をせず、そのまま申し送りすることが繰り返された可能性を指摘している。
森達也が1990年代に本曲を流している有線放送のディレクターに取材すると、放送禁止に指定された事実は知っているが、使用しているのは禁止されたスタジオ録音盤ではなくライブ音源であり、ライブでは歌詞にある「NHK」を「イヌHK」と発音しているため放送していると言われ、森も「かえって失礼では」と聞くと「そういうものなんですよ」と返され森はなるほどとなったが、有線放送は民放連非加盟なため通達や規制を受けないことをお互い認識していなかった。
90年代には、日本テレビでライブ放送された。TBSテレビ『所さんのワーワーブーブー』でこの曲を披露した際、オンエアでは「それは10年以上も前の国技館の話です」の部分がカットされた上、歌われたのはマワシが落ちたところまでだった。
1999年にフジテレビ『NONFIX　放送禁止歌』でノーカットで放送。2006年に山下達郎のラジオ番組でフルバージョンで放送。現在は「歌詞の内容もシャレで通じる」という理由から放送が可能になったと説明があった。

## 収録曲
作詞・作曲：なぎらけんいち
1. 悲惨な戦い（ライヴ音源）　-　6:05
2. 一九七三年の思い出　-　3:07

## 収録アルバム
- 葛飾にバッタを見た（1973年）-「悲惨な戦い」収録
- 中毒～ベストアルバム（1995年）-「悲惨な戦い（'85）」収録
- エレックレコードシングルボックス（2007年）-「悲惨な戦い」「一九七三年の思い出」収録